# Soca 121
La soca 121 és un arqueu. Es va trobar en una surgència hidrotermal a l'oceà Pacífic, a 300 quilòmetres del Puget Sound. És hipertermòfil, capaç de sobreviure i reproduir-se a 121 °C. Aquesta habilitat és la que ha donat el nom al microbi: és l'única forma de vida coneguda que tolera aquesta temperatura tan elevada.
L'habilitat de créixer a 121 graus Celsius té la seva importància significativa, ja que una part important del material mèdic o de laboratori és esterilitzat per mitjà d'una autoclau que assoleix, precisament, aquesta temperatura. Abans del 2003 es creia que una exposició de 5 minuts a 121 graus tenia la capacitat de matar qualsevol ésser viu.
La soca 121 metabolitza per reducció l'òxid de ferro.